# Жемчужне (зупинний пункт)
Жемчужне — пасажирський залізничний зупинний пункт Дніпровської дирекції Придніпровської залізниці на електрифікованій лінії Лозова — Павлоград I між станціями Самійлівка (11 км) та Варварівка (9 км). Розташований в селищі Жемчужне Павлоградського району Дніпропетровської області.

## Пасажирське сполучення
На Платформі Жемчужне зупиняються приміські електропоїзди Лозівського та Синельниківського напрямків.